# Étienne Maurice Falconet
Étienne Maurice Falconet (Parigi, 1º dicembre 1716 – Parigi, 4 gennaio 1791) è stato uno scultore francese, noto per il Cavaliere di bronzo, scultura equestre che si trova nella piazza del Senato a San Pietroburgo.

## Biografia
Allievo di J.B. Lemoyne, presso cui seguì un apprendistato per un decennio circa, fino al 1745.
Inizialmente attratto dal Barocco studiato nelle opere del Bernini presenti a Versailles, si accostò in un secondo tempo alla corrente classicista capitanata da Pigalle.
Riuscito ad entrare nell'Accademia, si acquistò il favore della Pompadour, che venne omaggiata dall'artista con una serie di opere. Grazie a queste protezioni ottenne la nomina di chef d'atelier della manifattura di Sèvres (1757).
A lui si deve la diffusione del biscuit eseguito su temi classici.
Nel 1766 venne invitato da Caterina II di Russia, per una statua dedicata a Pietro il Grande, per la quale chiese di posare al generale Pëtr Ivanovič Melissino, che per figura, altezza e postura gli assomigliava molto.
Come scrittore tradusse i libri di Plinio e redasse vari trattati, tra i quali Réflexions sur la sculpture.
Fu colpito da paralisi alla vigilia di un viaggio in Italia.
Era padre del pittore Pierre-Étienne Falconet.

## Opere

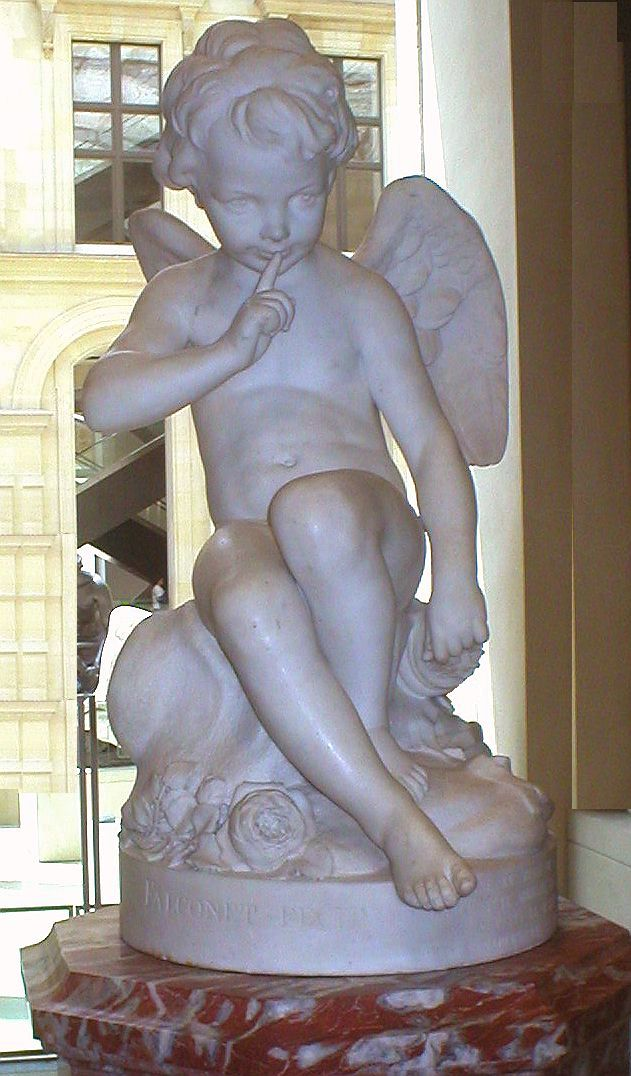
Amorino
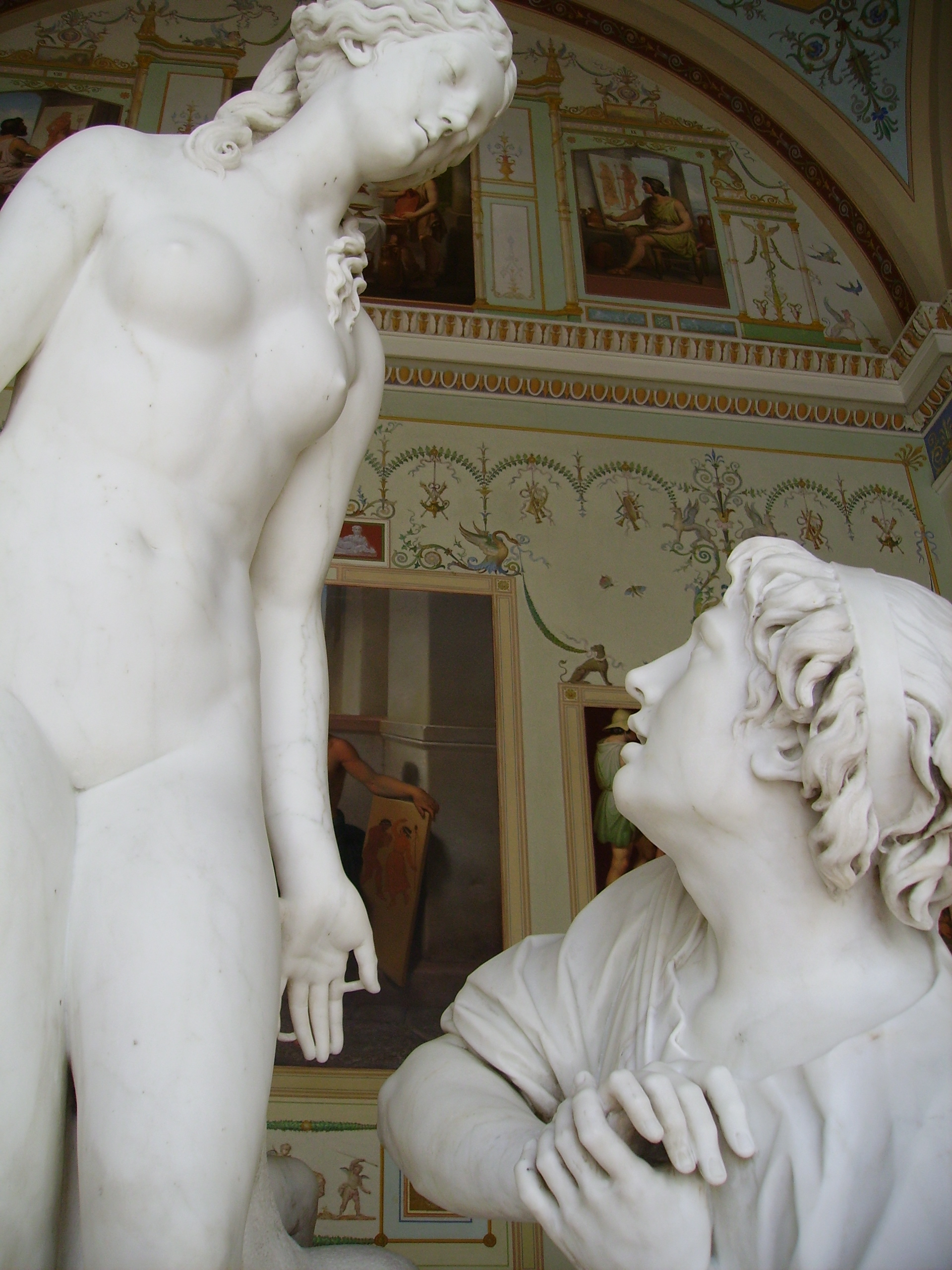
Pigmalione e Galatea all'Ermitage
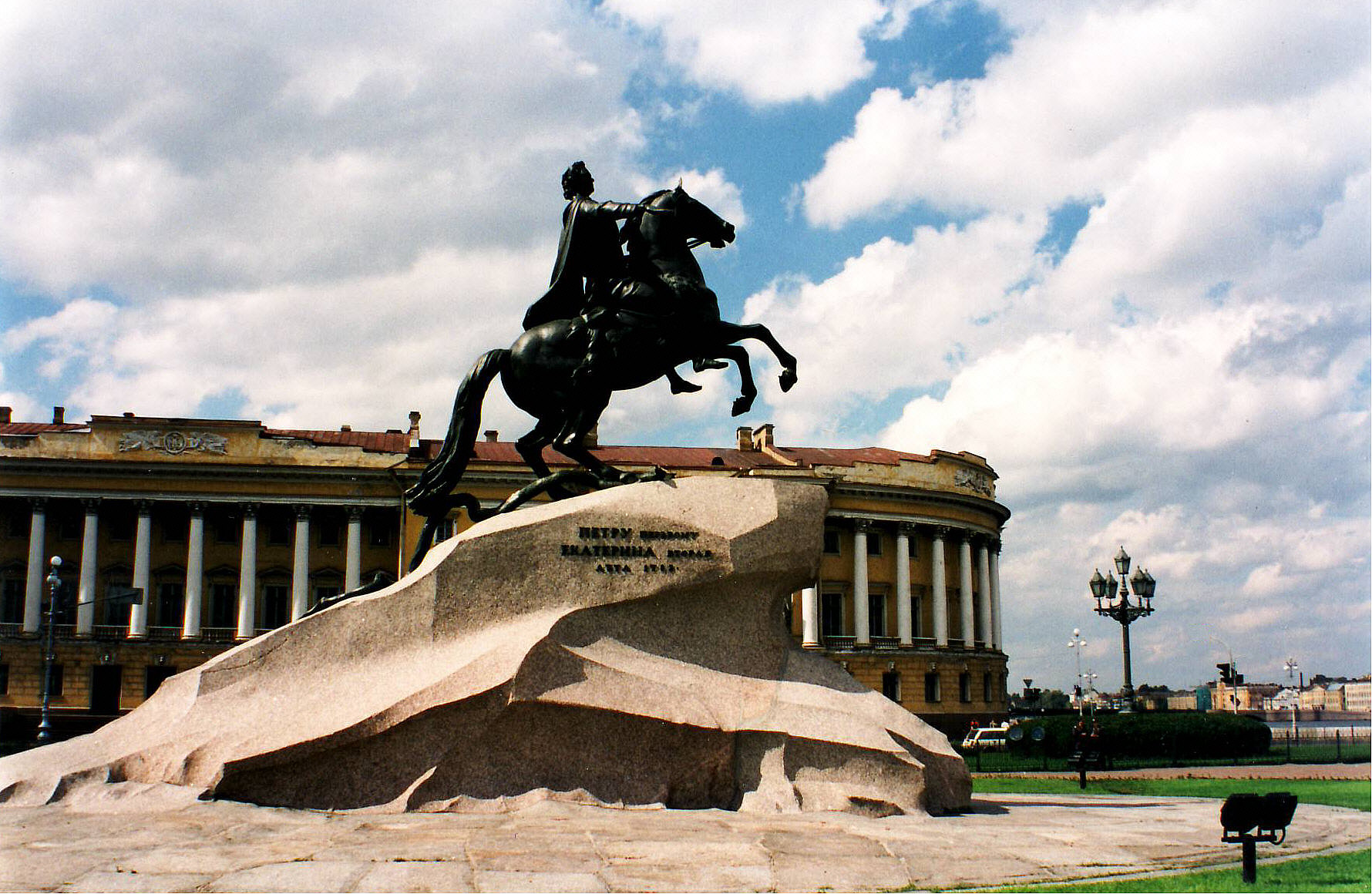
Cavaliere di bronzo
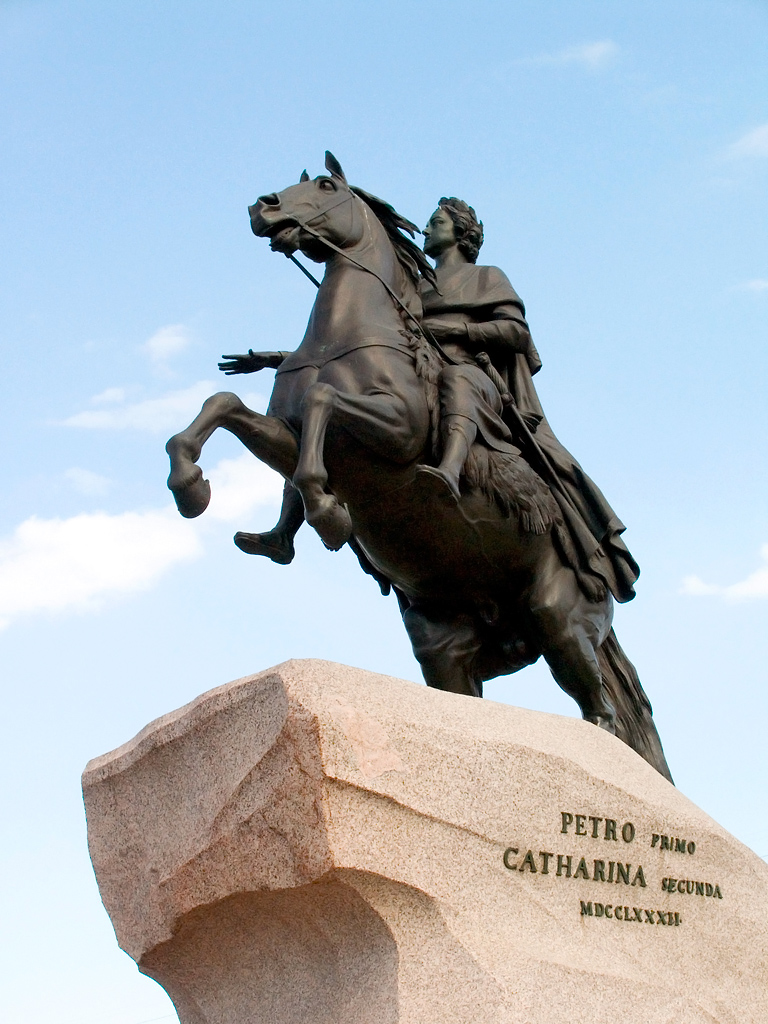
Cavaliere di bronzo con l'epigrafe in latino